# Paphiopedilum hennisianum
Paphiopedilum hennisianum là một loài lan đặc hữu của miền trung Philippines.

## Hình ảnh

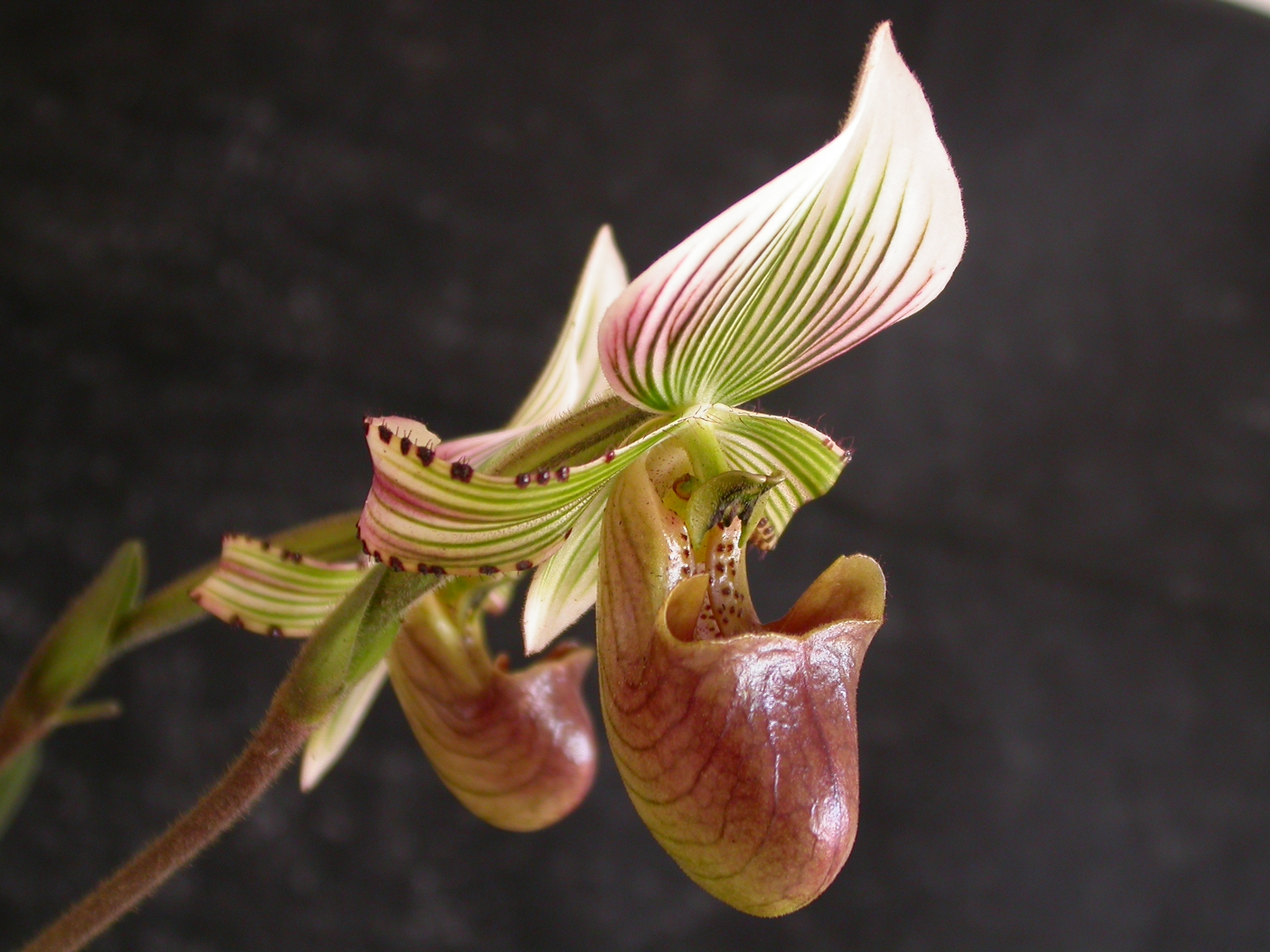